# I mulini della mente/Basterà
I mulini della mente/Basterà è un 45 giri della cantante italiana Iva Zanicchi, pubblicato nel 1973.

## Tracce
Lato A
- I mulini della mente - 3:30 - (Claudio Daiano - Giuseppe Ronzullo)

Lato B
- Basterà - 3:53 - (Camillo e Corrado Castellari)